# دوري الدرجة الأولى الكويتي 2025–26
دوري الدرجة الأولى الكويتي 2025–26 هو النسخة الأربعين من البطولة. يشارك نادي الجزيرة لأول مرة في الدوري إلى جانب أربعة أندية أخرى.
في 21 يوليو 2025، أُعلن أن وزارة الداخلية تقدمت بطلب للانضمام إلى دوري الدرجة الأولى الكويتي ومسابقتي الكأس المحلية. وبعد أسبوع انضم ناديا سبورتي والشامية رسميًا إلى الدوري، بالإضافة إلى انضمام وزارة الداخلية وشركة البترول الوطنية الكويتية رسميًا إلى الدوري بعد أيام.
في 3 أغسطس 2025، أُعلن أن فترة قبول الأندية المملوكة للقطاع الخاص ستنتهي في 25 أغسطس 2025.

## التغييرات
لقد تغيرت أقسام الفرق التالية منذ موسم 2025:

### إلى القسم الأول
هبوط من الدوري الكويتي الممتاز
- خيطان
- اليرموك

### من القسم الأول
الصعود إلى الدوري الكويتي الممتاز
- الجهراء
- الشباب

### أندية جديدة
- الجزيرة
- سبورتي
- الشامية
- شركة البترول الوطنية الكويتية *
- وزارة الداخلية *

- *الأسماء سيتم تحديدها لاحقًا

## الفرق

### الملاعب والمواقع
| النادي                        | مدينة/بلدة | الملعب                    | سعة       |
| ----------------------------- | ---------- | ------------------------- | --------- |
| نادي برقان                    | العارضية   | ملعب علي صباح السالم      | 10,000    |
| نادي الساحل                   | أبو حليفة  | ملعب نادي الساحل          | 5,000     |
| نادي الصليبخات                | الصليبخات  | استاد جابر المبارك الصباح | 7,000     |
| نادي خيطان                    | خيطان      | ملعب ناصر العصيمي         | 10,000    |
| نادي اليرموك                  | مشرف       | ملعب عبد الله الخليفة     | 12,000    |
| نادي الجزيرة                  | أبو حليفة  | ملعب نادي الساحل          | 5,000     |
| نادي سبورتي                   | الجهراء    | ملعب مبارك العيار         | 17,000    |
| الشامية                       | غير معروف  | غير معروف                 | غير معروف |
| الداخلية                      | غير معروف  | غير معروف                 | غير معروف |
| شركة البترول الوطنية الكويتية | غير معروف  | غير معروف                 | غير معروف |

المصدر: 

## اللاعبون الأجانب
ويحق للأندية تسجيل خمسة لاعبين أجانب فقط طوال الموسم، بالإضافة إلى لاعبين اثنين من مواليد الكويت (محليين) ولاعب واحد من جنسية الأم، ولكن يسمح لخمسة منهم بالمشاركة في المباراة.
| فريق       | اللاعب 1         | اللاعب 2    | اللاعب 3      | اللاعب 4       | اللاعب 5      | محلي 1         | محلي 2 | جنسية الأم |
| ---------- | ---------------- | ----------- | ------------- | -------------- | ------------- | -------------- | ------ | ---------- |
| خيطان      | ماركوس مارتينيلي | محمد زغراوي | أسامة بن عياد |                |               |                |        |            |
| اليرموك    | موريبا ديارا     | لوسوكو      | روبن أكوا     | حازم الحاج حسن | بريسنيل بانجا | عبدالله الشامي |        |            |
| الصليبيخات |                  |             |               |                |               |                |        |            |
| برقان      |                  |             |               |                |               |                |        |            |
| الساحل     |                  |             |               |                |               |                |        |            |
| الجزيرة    | إدريسا سيساي     | مالك مباي   |               |                |               |                |        |            |

## جدول الدوري الرئيسي
الدوري الرئيسي يتكون من 10 فرق يصعد فيها الناديان الأفضل.
| م  | الفريق         | لعب | ف | ت | خ | أ.له | أ.ع | أ.ف | نقاط | الصعود                                |
| -- | -------------- | --- | - | - | - | ---- | --- | --- | ---- | ------------------------------------- |
| 1  | نادي برقان     | 0   | 0 | 0 | 0 | 0    | 0   | 0   | 0    | البطل يصعد إلى الدوري الكويتي الممتاز |
| 2  | نادي الساحل    | 0   | 0 | 0 | 0 | 0    | 0   | 0   | 0    | الترقية إلى الدوري الكويتي الممتاز    |
| 3  | نادي الصليبخات | 0   | 0 | 0 | 0 | 0    | 0   | 0   | 0    |                                       |
| 4  | نادي خيطان     | 0   | 0 | 0 | 0 | 0    | 0   | 0   | 0    |                                       |
| 5  | نادي اليرموك   | 0   | 0 | 0 | 0 | 0    | 0   | 0   | 0    |                                       |
| 6  | نادي الجزيرة   | 0   | 0 | 0 | 0 | 0    | 0   | 0   | 0    |                                       |
| 7  | الداخلية       | 0   | 0 | 0 | 0 | 0    | 0   | 0   | 0    |                                       |
| 8  | نادي سبورتي    | 0   | 0 | 0 | 0 | 0    | 0   | 0   | 0    |                                       |
| 9  | الشامية        | 0   | 0 | 0 | 0 | 0    | 0   | 0   | 0    |                                       |
| 10 | OIL            | 0   | 0 | 0 | 0 | 0    | 0   | 0   | 0    |                                       |